# Everett K. Ross
Everett K. Ross es un personaje que aparece en los cómics estadounidenses publicados por Marvel Comics. Es presentado como un aliado del superhéroe Pantera Negra.
Martin Freeman retrata al personaje en las películas del Universo Cinematográfico de Marvel Capitán América: Civil War (2016), Black Panther (2018), Black Panther: Wakanda Forever (2022) y en la serie de televisión de Disney+ Secret Invasion (2023).

## Historial de publicaciones
Everett Ross hizo su debut en Ka-Zar Vol. 3, # 17, y fue creado por Christopher Priest y Kenny Martinez. Después, Ross pasó a ser un personaje importante en Black Panther Vol. 3, # 1-32, # 34-35, # 38-49, # 57-58 y # 62. Ross apareció posteriormente en los números # 1-2, # 4-6, # 16, # 19, # 21-24, # 26 y # 37 de Black Panther Vol. 1 4 y el número 7 de Black Panther Vol. 5. Fuera de Black Panther, Ross tuvo un papel invitado en Uncanny X-Men Vol. 1, # 387.
Según el creador Christopher Priest, la personalidad de Ross se basó en la de Chandler Bing, un personaje de la serie de televisión Friends, mientras que el nombre fue inspirado por el personaje de Family Ties, Alex P. Keaton. Después de presentar a Ross en Ka-Zar, Priest eligió traer al personaje de regreso a Black Panther para usarlo como sustituto del público que "vio a Panther de la misma forma que Panther finalmente había llegado a ser vista por Marvel: Just Some Guy que rutinariamente era eclipsado por héroes en los que estaban más comprometidos".
Priest explicó con más detalle: "Los cómics son tradicionalmente creados por hombres blancos para hombres blancos. Me imaginé, y creo acertadamente, que para que Black Panther tuviera éxito, necesitaba un hombre blanco en el centro, y ese hombre blanco tenía que dar voz a las dudas de la audiencia o las aprensiones o suposiciones sobre este personaje y este libro. Ross necesitaba estar fuera de PC hasta el punto de ser racista en el límite", y aclaró," No creo que Ross fuera racista en absoluto. Simplemente creo que su corriente de narración consciente es una ventana a las cosas que imagino que muchos blancos dicen o al menos piensan cuando no hay negros alrededor; mitos sobre la cultura y el comportamiento negro. También estaba presentando un cambio de paradigma a la forma en que Panther iba a retratarse; alguien tuvo que dar voz a la expectativa de un personaje aburrido e incoloro que siempre recibió una patada en el culo o que fue eclipsado por Thor y Iron Man de repente noqueando a Mephisto con un golpe".

## Biografía del personaje ficticio
Everett Ross era un empleado del Departamento de Estado de los Estados Unidos, cuyo trabajo consistía en escoltar a diplomáticos extranjeros en territorio estadounidense. Cuando era niño, Ross no estaba bien ajustado. Obeso y no amado por su madre, fue intimidado constantemente con su memoria más embarazosa siendo golpeado por una chica llamada Natalie McPhail. Finalmente dejó su hogar y cambió su vida trabajando para el gobierno. Su mundo cambió para siempre cuando fue asignado a T'Challa, la Pantera Negra y gobernante de Wakanda.
Everett y T'Challa enfrentaron múltiples amenazas a la soberanía de Wakanda. Ross lo asiste en muchas de estas amenazas. En gratitud, la Pantera a menudo arriesga mucho para Ross a cambio. La primera amenaza con la que se encuentran Ross y él es 'Xcon', una alianza de agentes de inteligencia deshonestos que respaldan un golpe liderado por el reverendo Achebe.
Como experto en Wakanda, Ross trabajó como asesor junto con funcionarios del gobierno y la Agencia de Seguridad Nacional. Fue parte de una reunión en la Casa Blanca sobre Wakanda.
Ross posteriormente actúa como enlace para Shuri, la hermana menor de Pantera Negra, durante la primera visita de buena voluntad de Shuri a los Estados Unidos. Cuando su convoy es atacado por asesinos, Shuri salva la vida de Ross.
El Consejo de Seguridad Mundial más tarde selecciona a Ross para enjuiciar al tribunal de la directora de S.H.I.E.L.D., María Hill.

## Otras versiones
En un futuro alternativo visto en la historia de Black Panther "The Once and Future King", un anciano Ross es secuestrado por una camarilla de villanos montados por T'Charra, que tiene la intención de utilizar a Ross como cebo en su plan para matar y usurpar a Black Panther. Ross es rescatado por Black Panther, quien a su vez lo salva cuando Black Panther sufre un ataque al corazón, resucitando al héroe mientras grita: "Su majestad, vuelva, déjelo en paz, T'Challa, hemos pasado por demasiado!!".
Durante la historia de "Rising Storm!"! de la serie X-Men Forever, una versión de Ross aparece en Tierra-161. Después de que Tormenta es descubierta como asesina y aliada de una organización criminal llamada Consortium, huye y es refugiada por Wakanda, para consternación de Ross. Ross aparece posteriormente en nombre del Presidente de los Estados Unidos en las Naciones Unidas (donde advierte a los otros representantes sobre la amenaza que representa la toma de Wakanda por parte de Tormenta) y una reunión con los jefes de Genosha y S.H.I.E.L.D.

## En otros medios

### Televisión
Everett Ross aparece en la serie animada de Black Panther (2010), interpretado por David Busch.

### Universo cinematográfico de Marvel
- Martin Freeman interpreta a Everett Ross en el Universo cinematográfico de Marvel. En Black Panther se afirma que fue miembro de la Fuerza Aérea de los Estados Unidos antes de unirse a la C.I.A.
  - En Capitán América: Civil War,[14] él es el comandante adjunto de la Fuerza de Tareas del Centro Conjunto de Contraterrorismo e informa al Secretario de Estado, Thaddeus Ross. Durante este tiempo trabajó con la facción de los Vengadores liderada por Anthony "Tony" Stark / Iron Man, y ayudó a la "Guerra Civil" en los intentos de capturar a James "Bucky" Barnes / Winter Soldier, quien fue acusado por bombardear el Centro Internacional de Viena, que mató a T'Chaka. Ross supervisa el encarcelamiento de Helmut Zemo después de que es capturado por Pantera Negra en Siberia.
  - Freeman repite su papel en Black Panther.[15] Después de encontrarse con T'Challa durante una venta de armas en el mercado negro en Busan, Corea del Sur, donde la CIA intentó comprar una muestra de vibranium de Ulysses Klaue, Ross se lesiona cuando recibe una bala en la espina dorsal protegiendo a Nakia, lo que T'Challa hizo en llevar a Ross a Wakanda para recibir tratamiento a pesar de las políticas habituales del país contra los forasteros. A cambio, Ross informa a T'Challa y su familia sobre la historia de Erik Stevens, alias Killmonger, un exagente de Black Ops que en realidad es el primo de T'Challa (su padre vendió armas de Wakanda en el mercado negro y T'Chaka lo mató cuando Erik era niño). Después de que Killmonger casi mata a T'Challa en un desafío ceremonial por el trono, Ross se une a la familia de T'Challa escapando a las montañas de Wakanda, donde lo encuentran y curan la herida de T'Challa. Posteriormente, ayuda a evitar que se saquen las armas de Wakanda del país al pilotear una nave de Wakanda en forma remota para destruir las naves con armas, y se mantiene incluso cuando se ataca el laboratorio donde está operando la nave. En una escena de los primeros créditos, se ve a Ross asistiendo a una cumbre de la ONU donde T'Challa promete públicamente la asistencia diplomática y humanitaria de Wakanda para el resto del mundo.
  - Freeman vuelve a interpretar su papel en Black Panther: Wakanda Forever.[16] Se revela que tuvo un matrimonio con Valentina Allegra de Fontaine, ahora directora de la CIA; colabora en secreto con Shuri y Okoye para ayudarlas a encontrar a Riri Williams y queda atrapado en medio de un conflicto político entre EE. UU. y Wakanda. De Fontaine lo arresta por su alianza con Wakanda, pero Okoye lo libera.
  - Ross regresara en la serie Secret Invasion (2023).[17] Usando la forma de Everett, un Skrull mata al agente de la CIA Prescod por amenazar los planes de su líder Gravik antes de que ser asesinado por un Talos disfrazado. En el episodio, "Home", G'iah rescata a Ross, junto con James Rhodes y otros humanos que los rebeldes secuestraron.

### Videojuegos
Everett K. Ross aparece en Lego Marvel Super Heroes 2 como parte de "Black Panther" DLC.